# Awad Ragheb
Awad Ragheb Ali Deeb (Amman, 5 marzo 1982) è un ex calciatore giordano, di ruolo attaccante.

## Carriera

### Nazionale
Ha debuttato in Nazionale il 18 febbraio 2004, in Giordania-Laos (5-0), gara in cui ha siglato la rete del momentaneo 4-0 al 90º minuto. Ha partecipato, con la Nazionale, alla Coppa d'Asia 2004. Ha collezionato in totale, con la maglia della Nazionale, 12 presenze e 7 reti.

## Palmarès

### Club

#### Competizioni nazionali
- Campionato giordano di calcio: 4

Al Wehdat: 1998, 2004-2005, 2006-2007, 2008-2009
- Coppa della Giordania: 3

Al Wehdat: 2000, 2008-2009, 2009-2010
- Supercoppa della Giordania: 6

Al Wehdat: 1998, 2000, 2001, 2005, 2009, 2010
- Jordan FA Shield: 3

Al Wehdat: 2002, 2004, 2010